# ليلة التنبؤ
ليلة التنبؤ (بالإنجليزية: Oracle Night)‏ هي رواية صدرت عام 2003 للمؤلف الأمريكي بول أوستر، عن دار نشر هنري هولت وشركاه.
تدور الرواية حول كاتب يُدعى سيدني أور (نسخة أمريكية قصيرة من اللقب البولندي أورلوفسكي)، الذي اشترى دفترًا جديدًا بعد أن شفي بأعجوبة من مرض شبه مميت، وبدأ في كتابة قصة عن رجل غيّر حياته بالكامل عندما أدرك إلى أي مدى كانت العشوائية تحكم وجوده.
الهدف الأساسي للكتاب هو محاولة سيدني أور Sidney Orr في استعادة حياته الطبيعية، حيث يحاول سيدني أور العودة إلى حياته والبدء في الكتابة مرة أخرى، ولكن الكثير من الأشياء تحدث في حياته في نفس الوقت، ويتعرف القارئ ليس فقط على عمل سيدني وحياته الشخصية، ولكن أيضًا إلى حد ما إلى حياة الشخص في روايته قيد التنفيذ. قبل نهاية هذه الفترة في حياة سيدني، ستحدث الأحداث التي تغيير حياته حقًا، وسيتعين على سيدني، تمامًا مثل الشخصية الخيالية التي يكتب عنها، التعامل مع القضايا والأسئلة التي كان يتجنبها سابقًا (ربما دون وعي) لعدة سنوات.